# Kozyliwka
Kozyliwka (ukr. Козилівка) – wieś na Ukrainie, w obwodzie czernihowskim, w rejonie koriukowskim, w hromadzie Chołmy. W 2001 liczyła 1058 mieszkańców, wśród których 1043 wskazało jako ojczysty język ukraiński, 11 rosyjski, 2 białoruski, a 2 inny.